# Hypheodana viridistriga
Hypheodana viridistriga är en insektsart som beskrevs av Walker. Hypheodana viridistriga ingår i släktet Hypheodana och familjen hornstritar. Inga underarter finns listade i Catalogue of Life.